# 特威尔加公园步行桥

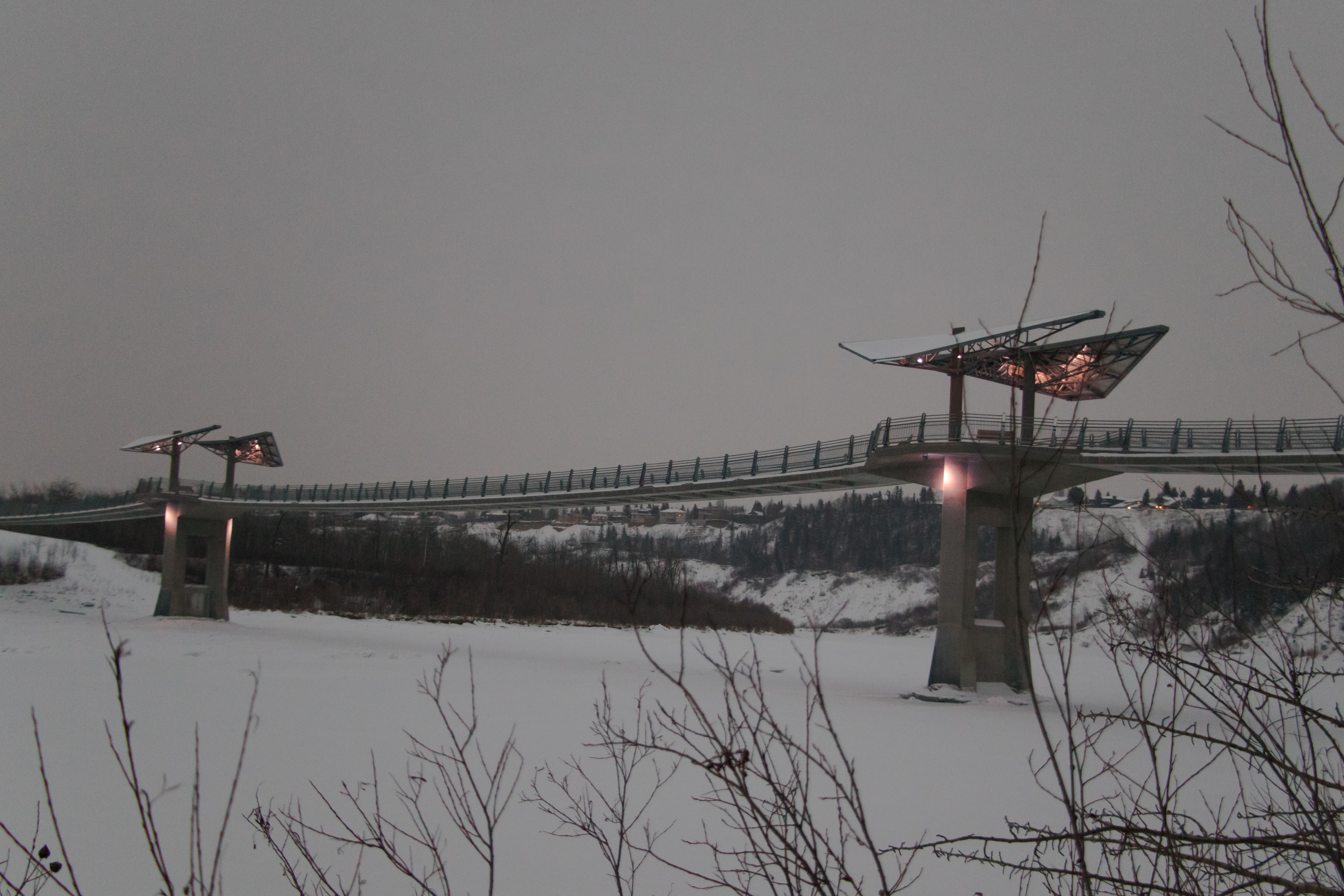
特威尔加公园步行桥

特威尔加公园步行桥（英語：Terwillegar Park Footbridge）是加拿大艾伯塔省埃德蒙顿的一座越过北萨斯喀彻温河的人行桥，长约262（860英尺），是世界最第二长的悬板桥，仅次于美国加利福尼亚州埃斯孔迪多的霍奇湖行人桥，连接了南侧的特威尔加公园 与北侧的Oleskiw河谷公园，在2016年10月21日向公众开放。